# 柴田正敏
柴田 正敏（しばた まさとし、1950年〈昭和25年〉12月27日 - ）は、日本の政治家。自由民主党所属の秋田県議会議員（6期）。
秋田県議会議長（第68代）、雄物川町議会議員（1期）、全国都道府県議会議長会会長（第73代）などを歴任。

## 来歴
秋田県平鹿郡雄物川町（現在の横手市）で出生。雄物川町立福地小学校、雄物川町立雄物川中学校を経て、1969年（昭和44年）に秋田県立横手高等学校を卒業。高校卒業後は東京での生活を夢見ていたが、母からの頼みで農業を継ぐことなり、卒業と同時に就農。その後、全国農協青年組織協議会委員長や雄物川中学校PTA会長を歴任。
農業を営む中で自立した農業はできないものかと悩み、自身は仲間と共同でキノコの栽培をすることとなったが、全ての農業者が自立していくためには制度を変える事が必要だと考え、1999年（平成11年）、雄物川町議会議員選挙に出馬し、初当選。その後、秋田県の農業を変えなければならないと奮起し、2003年（平成15年）4月13日、秋田県議会議員選挙に平鹿郡選挙区から出馬。1万924票を獲得し、得票数1位で初当選。以来、秋田県議会議員として農林商工委員会や建設交通委員会で委員長を歴任した他、国際交流議員連盟副会長、建設振興議員連盟幹事、自由民主党秋田県支部連合会党紀副委員長、自由民主党秋田県横手市第二支部長、地域活性化センター参与、自治体国際化協会顧問などの役職に就いた。
2007年（平成19年）4月8日、秋田県議会議員選挙に横手市選挙区から出馬。1万2363票を獲得し、得票数2位で再選。
2011年（平成23年）4月10日、秋田県議会議員選挙に横手市選挙区から出馬。1万586票を獲得し、得票数1位で再選。
2015年（平成27年）4月12日、秋田県議会議員選挙に横手市選挙区から出馬。9244票を獲得し、得票数2位で再選。
2019年（平成31年）4月7日、秋田県議会議員選挙に横手市選挙区から出馬。7669票を獲得し、得票数2位で再選。
2021年（令和3年）4月22日、秋田市の自民党県連事務所で議長候補者を選ぶための投票が行われ、当選4回の小松隆明を破り、勝利。秋田県議会議員の過半数が自民党議員であったため、この結果をもって新議長が事実上決まり、同年5月13日に開かれた本会議で議長に選出。第68代秋田県議会議長に就任した。
2021年（令和3年）7月14日、全国都道府県議会議長会の定例総会で会長に選出。第73代全国都道府県議会議長会会長に就任した。また、会長就任のあいさつで柴田は「誠に身に余る光栄。少子高齢化、人口減少の進行や新型コロナウイルスの影響で地域の活力が低迷する中、地方議会が担う役割と責任は重要性を増している。地域課題の解決のため専心努力する」と抱負を語った。
2023年（令和5年）4月9日、秋田県議会議員選挙に横手市選挙区から出馬し、再選。同月24日、自由民主党秋田県支部連合会副会長に就任。同月29日、秋田県議会議長、全国都道府県議会議長会会長を退任。